# 宮内勝典
宮内 勝典（みやうち かつすけ、1944年10月4日 - ）は、日本の小説家、エッセイスト。早稲田大学、大阪芸術大学の教授を歴任。世界各地を渡り歩き、経験と想像力をもとにスケールの大きな小説世界を構築。人はいかに「アイデンティティー」という名のくびきから逃れられるかという問いを根底に創作を重ねてきた。

## 経歴
終戦前年に旧満洲国のハルビンにて生まれ、終戦後の引き揚げにより鹿児島県指宿市旧山川町で育つ。鹿児島県立甲南高等学校に進学し、部活動の文学部（文芸部）に所属。1963年に鹿児島県立甲南高等学校を卒業し、働きながら国内を4年かけて放浪。1967年にアメリカ合衆国へ渡り、カリフォルニアとニューヨークで2年ずつ暮らした後、ヨーロッパからインドへの旅を経て日本に帰国。1979年に『南風』で文藝賞を受賞し作家デビュー。1983年から9年間、再びニューヨークで暮らし、その間も世界各地を訪ねる。アメリカ、ヨーロッパ、中東、アフリカ、南アメリカなど60数カ国を渡り歩く。2023年時点、東京都在住。
早稲田大学旧文学部客員教授、日本大学芸術学部講師、大阪芸術大学文芸学科教授を歴任。また、南日本文学賞選考委員を過去に務め、全国でも珍しい公開選考会を提案し、それが導入された。
詩人の宮内喜美子は妻、小説家の宮内悠介は息子。

## 受賞・候補歴
- 1979年、「南風」で第16回文藝賞受賞[1][2][3]。
- 1981年、「金色の象」で第85回芥川龍之介賞候補。
- 1981年、『金色の象』で第3回野間文芸新人賞受賞[2][3]。
- 1982年、「火の降る日」で第86回芥川龍之介賞候補。
- 2006年、『焼身』で第57回読売文学賞受賞、同作で第56回芸術選奨文部科学大臣賞受賞[2]。
- 2011年、『魔王の愛』で第22回伊藤整文学賞受賞[2]。
- 2023年、第74回南日本文化賞（学術教育部門）受賞[6]。

## 主張・活動
- 自著『善悪の彼岸へ』では、オウム真理教に美意識が致命的に欠ける点を指摘していた。『善悪の彼岸へ』を引用した『世界のエリートはなぜ「美意識」を鍛えるのか? 経営における「アート」と「サイエンス」』では、オウムが美意識を致命的に欠いていたことについて、幹部達が偏差値エリートだからこそシステマティックで階層的なオウムの教義に惹かれたとしている。
- 「脱原発文学者の会」（後に「脱原発社会をめざす文学者の会」）の呼びかけ人の1人[8]。
- 日本による対韓輸出優遇撤廃に反対する、＜声明＞「韓国は「敵」なのか」呼びかけ人の1人[9]。

## 作品リスト

### 小説
- 『南風』（1979年、河出書房新社/1990年、河出文庫/新装版、2019年、石風社）
- 『グリニッジの光りを離れて』（1980 年、河出書房新社/1983年河出文庫
- 『金色の象』（1981年、河出書房新社/1988年、河出文庫）
- 『火の降る日』（1983年、河出書房新社/1993年、河出文庫）
- 『ぼくは始祖鳥になりたい』（1998年、集英社/2001年、集英社文庫）
- 『金色の虎』（2002年、講談社）
- 『焼身』（2005年、集英社）
- 『魔王の愛』（2010年、新潮社）
- 『永遠の道は曲がりくねる』（2017年、河出書房新社）
- 『二千億の果実』（2021年、河出書房新社）

### エッセイなど
- 『LOOK AT ME』（1983年、新潮社）
- 『宇宙的ナンセンスの時代』（1986年、教育社/1988年、新潮文庫）改題『鷲の羽を贈る』（1995年、三五館）
- 『ニカラグア密航計画』（1986年、教育社/1990年、「地球を抱きしめたい」新潮文庫）
  - 改題新装版『人は風に生まれる』（1995年、三五館）
- 『この惑星こそが楽園なのだ』（1991年、講談社）
- 『戦士のエロス』（1992年、集英社）
- 『バリ島の日々』（1995年、集英社）
- 『善悪の彼岸へ』（2000年、集英社）
- 『海亀通信』（2001年、岩波書店）
- 『裸の王様、アメリカ』（2002年、岩波書店）
- 『麦わら帽とノートパソコン』（2006年、講談社）
- 『惑星の思考 〈9・11〉以後を生きる』（2007年、岩波書店）

### 共著
- 『サイキの海へ　超能力をめぐる対話』清田益章（1986年、めるくまーる社）
- 『E.T.からのメッセージ　地球外知性体探査講義』平林久（1987年、朝日出版社）
- 『ぼくらの知慧の果てるまで』山尾三省共著（1995年、筑摩書房）
- 『日本社会がオウムを生んだ』高橋英利共著（1999年、河出書房新社）
- 『非戦』坂本龍一監修（2001年、幻冬舎）

### 翻訳
- 『クリシュナムルティの日記』（1983年、めるくまーる社）
- 『アツーク　少年がみつけたもの』ミーシャ・ダムヤン（2002年、ノルドズッド・ジャパン）